# Селивёрстов, Роман Алексеевич
Рома́н Алексе́евич Селивёрстов (род. 27 сентября 1981, Сара, Оренбургская область) — казахстанский футболист, выступавший на позиции нападающего. Основную карьеру провёл в городе Петропавловск, только в 2005 и 2009 году играл не за петропавловские команды. Непосредственно за Кызыл-Жар СК провёл 113 игр в чемпионатах страны.

## Достижения
- Победитель первой лиги Казахстана: 2006
- Бронзовый призёр первой лиги Казахстана: 2009